# Vladimir Vladimirovich Nabokov
Vladimir Vladimirovich Nabokov (tiếng Nga: Владимир Владимирович Набоков [vlɐˈdʲimʲɪr vlɐˈdʲimʲɪrəvʲɪtɕ nɐˈbokəf] ⓘ; 22 tháng 4 [lịch cũ 10 tháng 4] năm 1899 – 2 tháng 7 năm 1977), còn được biết đến với bút danh Vladimir Sirin (Владимир Сирин), là một tiểu thuyết gia, nhà thơ, dịch giả và nhà côn trùng học người Mỹ gốc Nga. Sinh ra trong thời kỳ trước Cách mạng Tháng Mười ở Nga năm 1899, Nabokov đã viết chín cuốn tiểu thuyết đầu tiên bằng tiếng Nga (1926–1938) khi sống ở Berlin, nơi ông gặp vợ mình.
Ông nhận được sự hoan nghênh và nổi tiếng tầm quốc tế sau khi chuyển đến Hoa Kỳ, tại đây ông bắt đầu viết bằng tiếng Anh. Nabokov trở thành công dân Mỹ vào năm 1945 và sống chủ yếu ở Bờ Đông trước khi trở về châu Âu vào năm 1961, nơi ông định cư tại Montreux, Thụy Sĩ.
Từ năm 1948 đến năm 1959, Nabokov là giáo sư văn học Nga tại Đại học Cornell.
Cuốn tiểu thuyết Lolita năm 1955 của Nabokov xếp thứ tư trong danh sách 100 tiểu thuyết hay nhất thế kỷ 20 của Thư viện Hiện đại năm 2007 và được coi là một trong những tác phẩm văn học vĩ đại nhất thế kỷ 20. Tác phẩm Pale Fire của Nabokov, xuất bản năm 1962, được xếp hạng thứ 53 trong cùng danh sách.
Cuốn hồi ký của ông là Speak, Memory xuất bản năm 1951, được coi là một trong những tác phẩm phi hư cấu hay nhất của thế kỷ 20, đứng thứ tám trong bảng xếp hạng các tác phẩm thế kỷ 20 của Random House. Nabokov từng bảy lần lọt vào chung kết Giải thưởng Sách quốc gia Mỹ cho thể loại Hư cấu. Ông cũng là một nhà nghiên cứu chuyên nghiệp về loài bướm và là người soạn các  bài toán cờ vua.

## Tiểu sử

### Tại Nga
Vladimir Vladimirovich Nabokov sinh ngày 22 tháng 4 năm 1899 (10 tháng 4 năm 1899 theo lịch cũ) tại Sankt-Peterburg trong một gia đình giàu có và nổi tiếng thuộc giới quý tộc Nga.
Gia đình Nabokov có nguồn gốc từ hoàng tử người Tatar, Nabok Murza ở thế kỷ 14, người đã phục vụ cho các Sa hoàng và tên họ Nabokov được bắt nguồn từ đó.:16 Người cha là Vladimir Dmitrievich Nabokov (1870–1922), một luật sư tự do, chính khách và nhà báo, và mẹ ông là nữ thừa kế Yelena Ivanovna nhũ danh Rukavishnikova, cháu gái của một triệu phú, chủ của một mỏ vàng.
Cha của ông là một nhà lãnh đạo của Đảng Dân chủ Lập hiến tự do trước Cách mạng, người đã viết rất nhiều sách và bài báo về luật hình sự và chính trị. Anh em họ của ông gồm có nhà soạn nhạc Nicolas Nabokov. Ông nội là Dmitry Nabokov (1827–1904), từng là Bộ trưởng Tư pháp Nga dưới thời trị vì của vua Alexander II. Bà nội là Nữ Nam tước người Đức vùng Baltic tên là Maria von Korff (1842–1926). Thông qua tổ tiên người Đức của cha mình, Nabokov có quan hệ họ hàng với nhà soạn nhạc Carl Heinrich Graun (1704–1759).
Vladimir là con cả và được yêu quý của gia đình, có bốn người em: Sergey (1900–45), Olga (1903–78), Elena (1906–2000) và Kirill (1912–64). Người em Sergey bị giết trong một trại tập trung của Đức Quốc xã năm 1945 sau khi công khai lên án chế độ của Hitler. Nhà văn Ayn Rand nhớ lại Olga (bạn thân của cô ở Nhà thi đấu Stoiunina) là một người ủng hộ chế độ quân chủ lập hiến, người đầu tiên đánh thức sự quan tâm của Rand đối với chính trị. Elena, người mà trong những năm sau đó trở thành người chị em yêu thích của Vladimir, đã công bố thư từ của cô với ông vào năm 1985. Bà là nguồn tư liệu chứng thực quan trọng cho các nhà viết tiểu sử về người anh Nabokov sau này.
Nabokov đã trải qua thời thơ ấu và tuổi trẻ tại Sankt-Peterburg và điền trang vùng quê Vyra gần Siverskaya, phía nam thành phố. Thời thơ ấu mà ông gọi là "hoàn hảo" và "mang tính quốc tế", rất đáng chú ý theo một số cách. Tiếng Nga, tiếng Anh và tiếng Pháp được sử dụng trong gia đình và Nabokov đã thành thạo ba thứ tiếng ngay từ khi còn nhỏ.
Ông kể rằng cuốn sách tiếng Anh đầu tiên mà mẹ đọc cho mình có tên gọi Misunderstood (1869) của Florence Montgomery, một tiểu thuyết gia và nhà văn thiếu nhi người Anh. Trước sự thất vọng của người cha yêu nước về việc Nabokov có thể đọc và viết bằng tiếng Anh trước khi có thể làm điều tương tự bằng tiếng Nga. Trong cuốn hồi ký Speak, Memory, Nabokov nhớ lại rất nhiều chi tiết về thời thơ ấu đặc biệt của mình. Khả năng nhớ lại những ký ức chi tiết sống động về quá khứ của bản thân là một lợi thế cho ông trong thời gian sống lưu vong vĩnh viễn, cung cấp chủ đề xuyên suốt từ cuốn sách đầu tiên của ông là Mary cho đến các tác phẩm sau này như Ada hoặc Ardor: A Family Chronicle.
Trong khi về danh nghĩa, gia đình này là Chính thống giáo nhưng họ có rất ít sự nhiệt thành về mặt tôn giáo. Vladimir không bị buộc phải đến nhà thờ sau khi ông mất hứng thú.
Năm 1916, Nabokov được thừa kế bất động sản Rozhdestveno Memorial Estate, bên cạnh điền trang Vyra, từ người chú của mình là Vasily Ivanovich Rukavishnikov (nhân vật "Chú Ruka" trong hồi ký Speak, Memory). Ông đã để mất quyền sở hữu tài sản này trong cuộc Cách mạng Tháng Mười một năm sau đó; đây là ngôi nhà duy nhất mà ông từng sở hữu.
Thời niên thiếu của Nabokov là khoảng thời gian ông thực hiện những nỗ lực văn học nghiêm túc đầu tiên của mình. Năm 1916, ông xuất bản cuốn sách đầu tiên Stikhi ("Những bài thơ"), một tuyển tập 68 bài thơ Nga. Vào thời điểm đó, ông đang theo học trường Tenishev ở Sankt-Peterburg, tại đây giáo viên dạy văn của ông là Vladimir Vasilievich Gippius đã chỉ trích những thành tựu văn học của học trò mình.
Một thời gian sau khi tác phẩm Stikhi được xuất bản, Zinaida Gippius, nhà thơ nổi tiếng và là em họ của thầy giáo, đã nói với cha của Nabokov tại một sự kiện xã hội rằng: "Xin hãy nói với con trai ông rằng nó sẽ không bao giờ là một nhà văn."
Sau Cách mạng tháng Hai năm 1917, cha của Nabokov trở thành thư ký của Chính phủ lâm thời Nga ở Sankt-Peterburg.

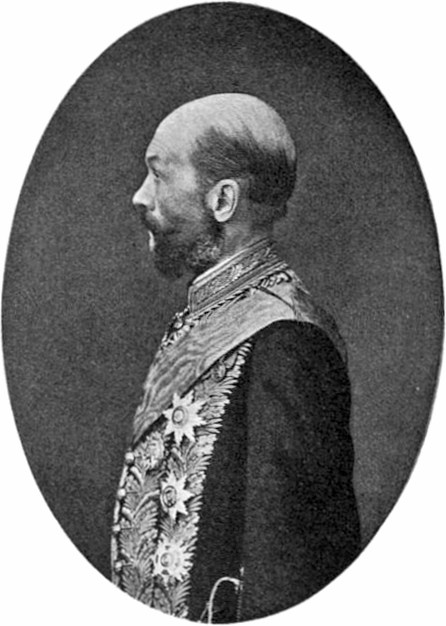
Ông nội của Nabokov là Dmitry Nabokov, người từng là Bộ trưởng Tư pháp dưới thời Sa hoàng Alexander II
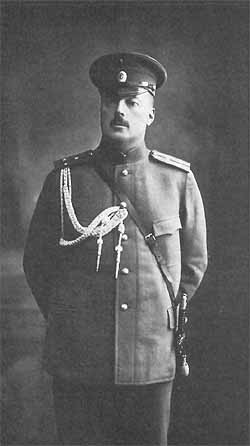
Cha của Nabokov, V. D. Nabokov, trong bộ quân phục sĩ quan Thế chiến I, năm 1914
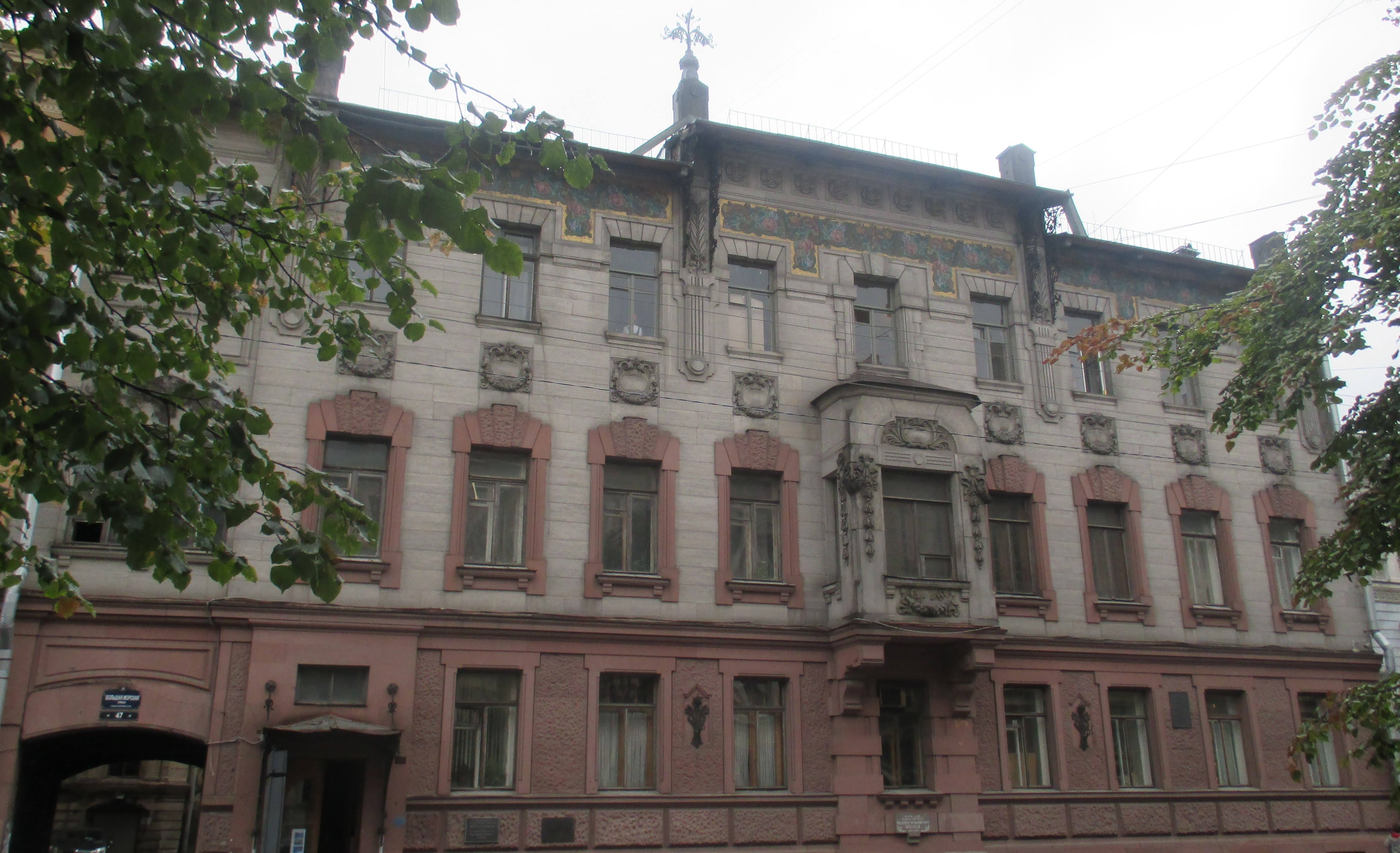
Dinh thự của gia đình Nabokov ở Saint Petersburg; ngày nay nó là địa điểm của Bảo tàng Nabokov
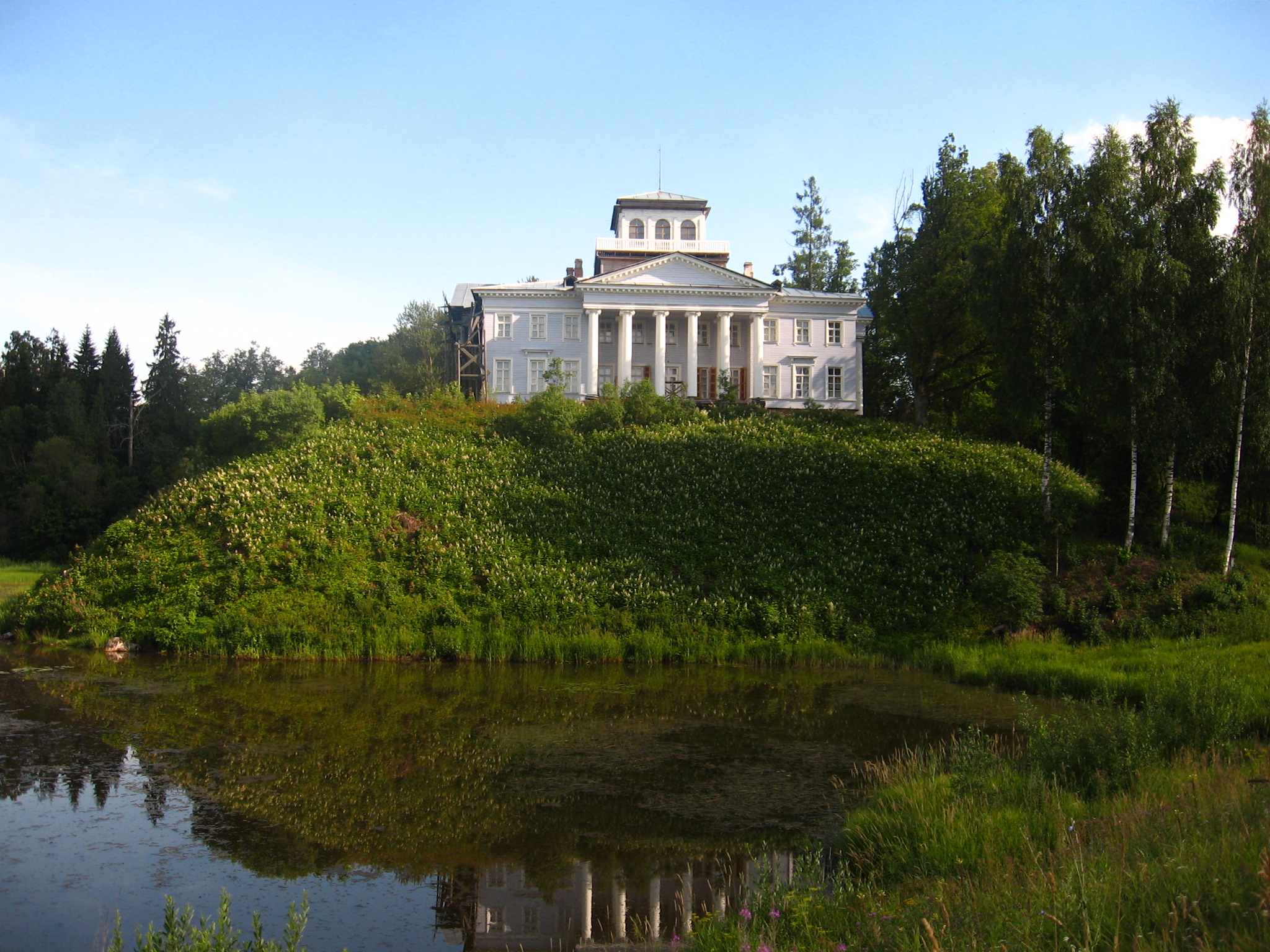
Năm 16 tuổi, Nabokov được thừa kế gia sản Rozhdestveno từ người chú ruột của mình; Nabokov sở hữu nó một năm trước khi để mất trong Cách mạng Tháng Mười

### Cách mạng Tháng Mười
Sau Cách mạng Tháng Mười, gia đình buộc phải chạy trốn khỏi thành phố đến Bán đảo Krym, ban đầu họ không mong đợi sẽ phải đi xa quá lâu.
Họ sống tại bất động sản của một người bạn và vào tháng 9 năm 1918 chuyển đến Livadiya, vào thời điểm đó là một phần của Cộng hòa Ukraina. Cha của Nabokov trở thành bộ trưởng tư pháp trong Chính phủ khu vực Bán đảo Krym.

### Đại học Cambridge
Sau sự rút lui của Quân đội Đức vào tháng 11 năm 1918 và thất bại của Bạch quân (đầu năm 1919), những người nhà Nabokov tìm cách sống lưu vong ở Tây Âu, cùng với nhiều quý tộc Nga tị nạn khác. Họ định cư một thời gian ngắn ở Anh, tại đây Nabokov được nhận vào Đại học Cambridge, một trong những trường đại học danh tiếng nhất thế giới, nơi ông theo học Trinity College và nghiên cứu động vật học và sau đó là các nhóm ngôn ngữ Rôman và Ngữ tộc Slav.
Kết quả kiểm tra trong phần đầu tiên của ông trong kỳ thi Tripos, được thực hiện vào cuối năm thứ hai, ông là người đầu tiên được nhận giải thưởng 'Starred First'. Kì thi để giành được suất học bổng vào Cambridge được gọi là ‘tripos’, dành cho sinh viên giỏi ở Đại học Cambridge, tại đây các thí sinh ngồi trên những chiếc ghế 3 chân. Đây được coi là một trong những kì thi khó nhất trên thế giới.
Ông tham gia kỳ thi thứ hai vào năm thứ tư ngay sau khi cha anh qua đời, và sợ rằng mình sẽ trượt. Ông xếp hạng nhì. Kết quả kiểm tra cuối cùng của ông cũng được xếp hạng nhì và nhận bằng cử nhân vào năm 1922. Nabokov sau đó đã rút kinh nghiệm của bản thân để viết một số tác phẩm, bao gồm cả tiểu thuyết Glory và The Real Life of Sebastian Knight.
Thời gian học tại Cambridge của Nabokov, một nhà báo đã viết vào năm 2014, "những chiếc áo khoác trên cửa sổ phòng đã bảo vệ ông khỏi cái lạnh và nỗi buồn về việc phải xa đất nước gần đây. Chính tại thành phố này, trong những giây phút đơn độc, cùng với các tác phẩm Vua Lear, Le Morte d’Arthur, Bác sĩ Jekyll và ông Hyde hay Ulysses, Nabokov đã quyết định chắc chắn trở thành một nhà văn Nga."

## Sự nghiệp

### Tại Berlin (1922–37)
Năm 1920, gia đình Nabokov chuyển đến Berlin, nơi cha ông thành lập tờ báo Rul' ("nguyên tắc chỉ đạo"). Nabokov theo họ đến Berlin hai năm sau đó, sau khi hoàn thành chương trình học tại Cambridge.
Tháng 3 năm 1922, các nhà quân chủ Nga Pyotr Shabelsky-Bork và Sergey Taboritsky đã bắn chết cha của Nabokov ở Berlin khi ông đang che chắn cho mục tiêu của họ, Pavel Milyukov, một lãnh đạo của Đảng Dân chủ Lập hiến lưu vong.
Một thời gian ngắn sau khi cha qua đời, mẹ và chị gái của Nabokov chuyển đến Praha. Nabokov đã liên tục tái hiện về cái chết của cha trong tiểu thuyết của mình. Trong một lần diễn giải cuốn tiểu thuyết Pale Fire của mình, một sát thủ đã giết nhà thơ John Shade khi mục tiêu của anh ta là một vị vua châu Âu đang chạy trốn.
Nabokov ở lại Berlin, nơi ông đã trở thành một nhà thơ và nhà văn chuyên sáng tác bằng tiếng Nga được công nhận trong cộng đồng người di cư; ông đã xuất bản dưới tên nom de plume V. Sirin. Bút danh này dựa trên hình tượng Sirin là một sinh vật thần thoại trong truyền thuyết của Nga, với đầu của một người phụ nữ xinh đẹp và thân của một con chim. Theo thần thoại, Sirin sống ở Iriy hoặc xung quanh sông Euphrates.
Để có thêm thu nhập cho việc viết lách ít ỏi, ông còn dạy ngôn ngữ, dạy quần vợt và đấm bốc. Dieter E. Zimmer đã viết về 15 năm Berlin của Nabokov, "ông ấy chưa bao giờ yêu thích Berlin, và cuối cùng thì cực kỳ ghét nó. Ông sống trong cộng đồng người Nga sôi động ở Berlin ít nhiều tự cung tự cấp, ở lại sau khi nó tan rã vì ông không còn nơi nào khác để đến. Nabokov biết chút ít tiếng Đức. Ông biết số ít người Đức ngoại trừ các bà chủ, chủ cửa hàng và các quan chức nhập cư tại trụ sở cảnh sát."

#### Hôn nhân
Năm 1922, Nabokov đính hôn với Svetlana Siewert, nhưng cô đã hủy bỏ hôn ước vào đầu năm 1923 khi cha mẹ cô lo lắng liệu ông có thể chu cấp cho cô hay không.
Tháng 5 năm 1923, ông gặp Véra Evseyevna Slonim, một phụ nữ Do Thái gốc Nga, tại một vũ hội từ thiện ở Berlin. Họ kết hôn vào tháng 4 năm 1925.. Cả hai có một con trai chung là Dmitri Nabokov sinh năm 1934.
Trong năm 1936, bà Vera mất việc vì nước Đức ngày càng bài trừ Do Thái; Sergey Taboritsky được bổ nhiệm làm phó trưởng văn phòng người Nga di cư tại Đức; và Nabokov bắt đầu tìm kiếm một công việc trong cộng đồng nói tiếng Anh.

## Văn xuôi viết bằng tiếng Nga

### Машенька (Mashen'ka, 1926)
- Король, дама, валет (Vua, hậu và con nhép, 1928)
- Защита Лужина (Phòng thủ Luzhina, 1930)
- Соглядатай (Sogliadatai, 1930)
- Подвиг (Chiến công, 1932)
- Камера Обскура (Buồng Tối, 1932)
- Отчаяние (Tuyệt vọng, 1936)
- Дар (Quà tặng, 1938)

### Văn xuôi viết bằng tiếng Anh
- The Real Life of Sebastian Knight (Cuộc đời thực của Sebastian Knight, 1941)
- Bend Sinister, 1947
- Lolita, 1955 (tác giả tự dịch sang tiếng Nga, 1965)
- Pnin, 1957
- Pale Fire (Lửa nhạt, 1962)
- Ada, or Ardor (Ada hay Ardor, 1969)
- Transparent Things (Những vật trong suốt, 1972)
- Look at the Harlequins! (Hãy nhìn Harlequins!, 1974)

### Thơ
- Стихи (Thơ, 1916)
- Альманах: Два пути (Hai con đường, 1918)
- Горний путь». Берлин: Грани, 1923.
- Возвращение Чорба: Рассказы и стихи (Chorba trở về: truyện và thơ, 1930)
- Стихотворения 1929—1951 (Thơ 1929-1951), 1952
- Poems. Garden City, 1959
- Poems and Problems, 1971
- Стихи, 1979

### Dịch thuật
Từ Anh sang Nga
- Alice's Adventures in Wonderland (1923)

Từ Nga sang Anh
- Three Russian Poets: Selections from Pushkin, Lermontov, and Tyutchev (Ba nhà thơ Nga: Pushkin, Lermontov, Tyutchev, 1947)
- A Hero of Our Time, by Mikhail Lermontov (Anh hùng của thời đại chúng ta, truyện của M. Lermontov, 1958)
- The Song of Igor's Campaign (Bài ca về binh đoàn Igor, 1960)
- Eugene Onegin, by Aleksandr Pushkin (Evgeny Onegin của Pushkin, 1964)

## Một vài bài thơ
| Будь со мной прозрачнее и проще Будь со мной прозрачнее и проще: у меня осталась ты одна. Дом сожжен и вырублены рощи, где моя туманилась весна, где березы грезили и дятел по стволу постукивал... В бою безысходном друга я утратил, а потом и родину мою. И во сне я с призраками реял, наяву с блудницами блуждал, и в горах я вымыслы развеял, и в морях я песни растерял. А теперь о прошлом суждено мне тосковать у твоего огня. Будь нежней, будь искреннее. Помни, ты одна осталась у меня. Пускай все горестней и глуше уходит мир в стальные сны... Мы здесь одни, и наши души одной весной убелены. И вместе, вместе, и навеки, построим мир - незримый, наш; я в нем создал леса и реки, ты звезды и цветы создашь. И в этот век огня и гнева мы будем жить в веках иных - в прохладах моего напева, в долинах ландышей твоих. И только внуки наших внуков - мой стих весенний полюбя - сквозь тень и свет воздушных звуков увидят - белую - тебя... | Em hãy giản đơn, hãy trong suốt hơn Anh bây giờ chỉ mình em còn lại Rừng đã trụi và ngôi nhà đã cháy Còn mùa xuân đã mờ mịt màn sương. Nơi ấy mơ màng những cây bạch dương Chim gõ kiến gõ đều trên chóp ngọn Anh để mất bạn bè trong trận đánh Và sau này đã mất cả quê hương. Trong giấc mơ, với ảo ảnh mơ màng Ngoài đời thực, anh lầm đường lạc lối Điều tưởng tượng để mất trong rừng núi Những bài ca đánh mất giữa đại dương. Và bây giờ về quá khứ đau buồn Bên bếp lửa tình em, anh sưởi ấm Em hãy chân thành, dịu dàng, đằm thắm Và hãy nhớ rằng chỉ còn lại mình em. Mặc tất cả lặng im và cay đắng Đời đi vào những giấc mộng thép gang… Ở nơi này chỉ còn anh và em Tâm hồn ta giữa mùa xuân màu trắng. Và ta sẽ cùng nhau muôn thuở Xây cuộc đời – không nhìn thấy nghe em Anh sẽ tạo nên rừng núi và sông Còn em sẽ tạo hoa và sao nhé. Thế kỉ này này cuồng điên và khói lửa Ta sẽ sống trong thế kỉ khác nghe em – Trong tươi mát những bài ca của anh Trong Thung lũng của em hoa đua nở. Chỉ con cháu của ta, theo năm tháng Yêu thơ mùa xuân mát mẻ của anh Qua ánh sáng, bóng tối của âm thanh Và chúng sẽ nhìn thấy em – màu trắng… Bản dịch của Nguyễn Viết Thắng |

## Tác phẩm về Nabokov

### Tiểu sử
- Boyd, Brian. Vladimir Nabokov: The Russian Years. Princeton, N.J.: Princeton University Press, 1990. ISBN 0-691-06794-5 (hardback) 1997. ISBN 0-691-02470-7 (paperback). London: Chatto & Windus, 1990. ISBN 0-7011-3700-2 (hardback)
- Boyd, Brian, Vladimir Nabokov: The American Years. Princeton, N.J.: Princeton University Press, 1991. ISBN 0-691-06797-X (hardback) 1993. 0-691-02471-5 (paperback). London: Chatto & Windus, 1992. ISBN 0-7011-3701-0 (hardback)
- Ch'ien, Evelyn. See chapter, "A Shuttlecock Over the Atlantic" in "Weird English." Harvard University Press, 2004.
- Field, Andrew. VN The Life and Art of Vladimir Nabokov. New York: Crown Publishers. 1986. ISBN 0-517-56113-1
- Parker, Stephen Jan. Understanding Vladimir Nabokov. Columbia: University of South Carolina Press. 1987. 978-0872494954.
- Proffer, Elendea, ed. Vladimir Nabokov: A pictorial biography. Ann Arbor, Mich.: Ardis, 1991. ISBN 0-87501-078-4 (a collection of photographs)
- Rivers, J.E., and Nicol, Charles. Nabokov's Fifth Arc. Austin, TX: University of Texas Press, 1982. ISBN 978-0292755222.
- Schiff, Stacy. Véra (Mrs. Vladimir Nabokov). New York, NY.: Random House, 1999. ISBN 0-679-44790-3.

### Phê bình
- Nicol, Charles and Barabtarlo, Gennady. A small alpine form: studies in Nabokov's short fiction. London, Garland, 1993. ISBN 9780815308577.
- Shrayer, Maxim D. The World of Nabokov's Stories. Austin and London: University of Texas Press, 1998.

### Sách tham khảo
- Alexandrov, Vladimir E., ed. The Garland Companion to Vladimir Nabokov. New York: Garland Publishing, 1995. ISBN 0-8153-0354-8.
- Funke, Sarah. Vera's Butterflies: First Editions by Vladimir Nabokov Inscribed to his Wife. New York: Glenn Horowitz Bookseller, 1999. ISBN 0-9654020-1-0
- Juliar, Michael. Vladimir Nabokov: A Descriptive Bibliography. New York: Garland Publishing, 1986. ISBN 0-8240-8590-6.

### Truyền thông
- Peter Medak's short television film, Nabokov on Kafka, is a dramatization of Nabokov's lectures on Franz Kafka's The Metamorphosis. The part of Nabokov is played by Christopher Plummer.
- Nabokov makes three cameo appearances, at widely scattered points in his life, in W. G. Sebald's The Emigrants.
- See Lolita
- In 1972 the novel King, Queen, Knave was released as a movie directed by Jerzy Skolimowski and starring Gina Lollobrigida, David Niven và John Moulder-Brown
- In 1978 the novel Despair was adapted by Tom Stoppard for the movie directed by Rainer Werner Fassbinder.
- In 1986 his first novel Mary (in Russian Maschenka) was loosely adapted for the movie Maschenka starring Cary Elwes.

### Côn trùng học
- Johnson, Kurt, and Steve Coates. Nabokov's blues: The scientific odyssey of a literary genius. New York: McGraw-Hill. ISBN 0-07-137330-6 (very accessibly written)
- Sartori, Michel, ed. Les Papillons de Nabokov. [The butterflies of Nabokov.] Lausanne: Musée cantonal de Zoologie, 1993. ISBN 2-9700051-0-7 (exhibition catalogue, primarily in English)
- Zimmer, Dieter. A guide to Nabokov's butterflies and moths. Privately published, 2001. ISBN 3-00-007609-3 (web page Lưu trữ ngày 8 tháng 2 năm 2006 tại Wayback Machine)